# Centrum voor Ontwikkelingsstoornissen
Centrum voor Ontwikkelingsstoornissen is een centrum voor vroegdetectie dat een stoornis in de ontwikkeling in een zo vroeg mogelijk stadium opspoort, de graad en de ernst van de handicap vast stelt en eventuele bijkomende problemen opspoort en karakteriseert.
Het centrum geeft bovendien advies over de best mogelijke therapeutische aanpak en eventuele hulpmiddelen of voorzieningen voor de behandeling, het onderwijs of de begeleiding. Het centrum kan ook toegepast wetenschappelijk onderzoek uitvoeren.